# Брезје при Требелнем
Брезје при Требелнем (словен. Brezje pri Trebelnem) је насељено место у општини Мокроног-Требелно, регија Југоисточна Словенија, Словенија.

## Историја
До територијалне реорганизације у Словенији било је у саставу старе општине Требње.

## Становништво
У попису становништва из 2011. године, Брезје при Требелнем је имало 35 становника.
| Број становника према пописима | Број становника према пописима | Број становника према пописима |
| ------------------------------ | ------------------------------ | ------------------------------ |
| 1991                           | 2002                           | 2011                           |
| 46                             | 32                             | 35                             |

Напомена: До 1953. исказивано под именом Брезје.